# 2008-as Formula–1 kínai nagydíj
A kínai nagydíj a 2008-as Formula–1 világbajnokság tizenhetedik futama, amelyet 2008. október 17-e és 19-e között rendeznek meg a kínai Shanghai International Circuitön, Sanghajban. A versenyt a pole pozícióból indult Lewis Hamilton nyerte Felipe Massa és Kimi Räikkönen előtt.

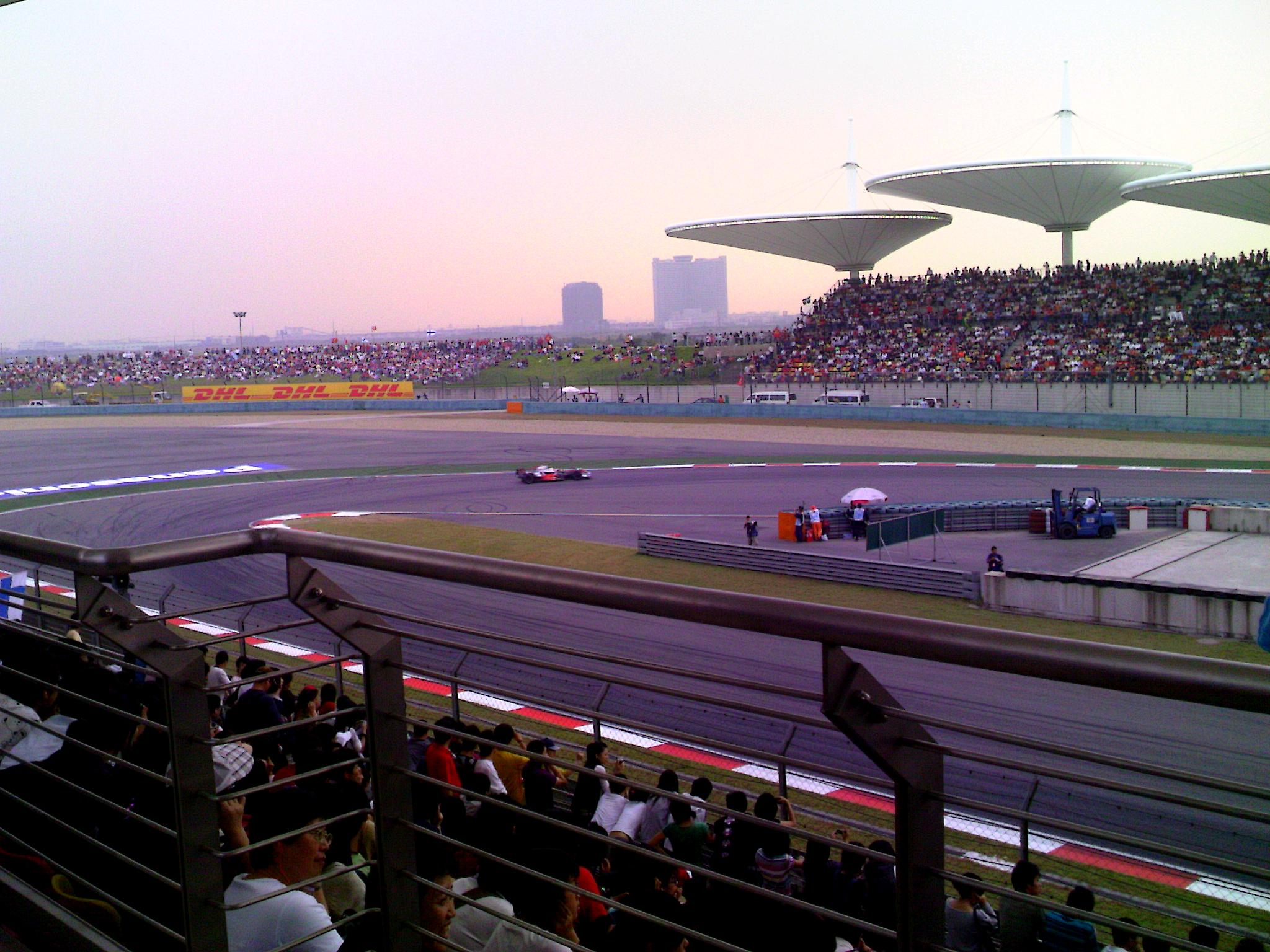
Lewis Hamilton útban a győzelem felé

## Szabadedzések

### Első szabadedzés
A kínai nagydíj első szabadedzését október 17-én, pénteken tartották, közép-európai idő szerint 03:00 és 04:30 óra között. Az első helyet Lewis Hamilton szerezte meg, Felipe Massa és Kimi Räikkönen előtt.
| Helyezés | Versenyző            | Csapat/Motor        | Elért idő | Különbség | Futott kör |
| -------- | -------------------- | ------------------- | --------- | --------- | ---------- |
| 1        | Lewis Hamilton       | McLaren-Mercedes    | 1:35.630  | –         | 23         |
| 2        | Felipe Massa         | Ferrari             | 1:36.020  | + 0.390   | 24         |
| 3        | Kimi Räikkönen       | Ferrari             | 1:36.052  | + 0.422   | 23         |
| 4        | Heikki Kovalainen    | McLaren-Mercedes    | 1:36.103  | + 0.473   | 21         |
| 5        | Robert Kubica        | BMW Sauber          | 1:36.507  | + 0.877   | 25         |
| 6        | Fernando Alonso      | Renault             | 1:36.661  | + 1.031   | 25         |
| 7        | Nick Heidfeld        | BMW Sauber          | 1:37.040  | + 1.410   | 23         |
| 8        | Sébastien Bourdais   | Toro Rosso-Ferrari  | 1:37.070  | + 1.440   | 32         |
| 9        | Nelson Piquet Jr.    | Renault             | 1:37.180  | + 1.550   | 30         |
| 10       | Sebastian Vettel     | Toro Rosso-Ferrari  | 1:37.278  | + 1.648   | 25         |
| 11       | Mark Webber          | Red Bull-Renault    | 1:37.491  | + 1.861   | 26         |
| 12       | Jenson Button        | Honda               | 1:37.619  | + 1.989   | 25         |
| 13       | Nakadzsima Kazuki    | Williams-Toyota     | 1:37.630  | + 2.000   | 23         |
| 14       | David Coulthard      | Red Bull-Renault    | 1:37.638  | + 2.008   | 22         |
| 15       | Nico Rosberg         | Williams-Toyota     | 1:37.638  | + 2.008   | 26         |
| 16       | Timo Glock           | Toyota              | 1:37.664  | + 2.034   | 29         |
| 17       | Rubens Barrichello   | Honda               | 1:37.827  | + 2.197   | 28         |
| 18       | Jarno Trulli         | Toyota              | 1:38.219  | + 2.589   | 24         |
| 19       | Adrian Sutil         | Force India-Ferrari | 1:38.285  | + 2.655   | 25         |
| 20       | Giancarlo Fisichella | Force India-Ferrari | 1:38.479  | + 2.849   | 26         |

### Második szabadedzés
A kínai nagydíj második szabadedzését október 17-én, pénteken tartották, közép-európai idő szerint 08:00 és 09:30 óra között. Az edzésen ismét Lewis Hamilton volt a leggyorsabb, maga mögé utasítva a Renault két versenyzőjét, Alonsót és Piquet-t.
| Helyezés | Versenyző            | Csapat/Motor        | Elért idő | Különbség | Futott kör |
| -------- | -------------------- | ------------------- | --------- | --------- | ---------- |
| 1        | Lewis Hamilton       | McLaren-Mercedes    | 1:35.750  | –         | 33         |
| 2        | Fernando Alonso      | Renault             | 1:36.024  | + 0.274   | 36         |
| 3        | Nelson Piquet Jr.    | Renault             | 1:36.094  | + 0.344   | 38         |
| 4        | Jarno Trulli         | Toyota              | 1:36.159  | + 0.409   | 32         |
| 5        | Mark Webber          | Red Bull-Renault    | 1:36.375  | + 0.625   | 38         |
| 6        | Felipe Massa         | Ferrari             | 1:36.480  | + 0.730   | 31         |
| 7        | Sébastien Bourdais   | Toro Rosso-Ferrari  | 1:36.529  | + 0.779   | 32         |
| 8        | Kimi Räikkönen       | Ferrari             | 1:36.542  | + 0.792   | 34         |
| 9        | Nick Heidfeld        | BMW Sauber          | 1:36.553  | + 0.803   | 38         |
| 10       | Nico Rosberg         | Williams-Toyota     | 1:36.556  | + 0.806   | 33         |
| 11       | Timo Glock           | Toyota              | 1:36.615  | + 0.865   | 33         |
| 12       | Robert Kubica        | BMW Sauber          | 1:36.775  | + 1.025   | 37         |
| 13       | Heikki Kovalainen    | McLaren-Mercedes    | 1:36.797  | + 1.047   | 33         |
| 14       | David Coulthard      | Red Bull-Renault    | 1:36.808  | + 1.058   | 36         |
| 15       | Sebastian Vettel     | Toro Rosso-Ferrari  | 1:36.925  | + 1.175   | 38         |
| 16       | Nakadzsima Kazuki    | Williams-Toyota     | 1:36.975  | + 1.225   | 31         |
| 17       | Giancarlo Fisichella | Force India-Ferrari | 1:37.473  | + 1.723   | 38         |
| 18       | Adrian Sutil         | Force India-Ferrari | 1:37.617  | + 1.867   | 33         |
| 19       | Jenson Button        | Honda               | 1:37.800  | + 2.050   | 37         |
| 20       | Rubens Barrichello   | Honda               | 1:37.904  | + 2.154   | 36         |

### Harmadik szabadedzés
A kínai nagydíj harmadik, szombati szabadedzését október 18-án, szombaton, közép-európai idő szerint 05:00 és 06:00 óra között tartották. Az első helyen Nick Heidfeld végzett.
| Helyezés | Versenyző            | Csapat/Motor       | Elért idő | Különbség | Futott kör |
| -------- | -------------------- | ------------------ | --------- | --------- | ---------- |
| 1        | Nick Heidfeld        | BMW Sauber         | 1:36.061  | –         | 17         |
| 2        | Lewis Hamilton       | McLaren-Mercedes   | 1:36.135  | + 0.074   | 15         |
| 3        | Robert Kubica        | BMW Sauber         | 1:36.150  | + 0.089   | 18         |
| 4        | Heikki Kovalainen    | McLaren-Mercedes   | 1:36.324  | + 0.263   | 16         |
| 5        | Jarno Trulli         | Toyota             | 1:36.396  | + 0.335   | 22         |
| 6        | Nico Rosberg         | Williams-Toyota    | 1:36.427  | + 0.366   | 20         |
| 7        | Sébastien Bourdais   | Toro Rosso-Ferrari | 1:36.642  | + 0.581   | 20         |
| 8        | David Coulthard      | Red Bull-Renault   | 1:36.712  | + 0.651   | 18         |
| 9        | Nakadzsima Kazuki    | Williams-Toyota    | 1:36.713  | + 0.652   | 20         |
| 10       | Nelson Piquet Jr.    | Renault            | 1:36.789  | + 0.728   | 20         |
| 11       | Rubens Barrichello   | Honda              | 1:36.839  | + 0.778   | 19         |
| 12       | Felipe Massa         | Ferrari            | 1:36.842  | + 0.781   | 16         |
| 13       | Kimi Räikkönen       | Ferrari            | 1:36.901  | + 0.840   | 15         |
| 14       | Sebastian Vettel     | Toro Rosso-Ferrari | 1:36.902  | + 0.841   | 18         |
| 15       | Jenson Button        | Honda              | 1:36.958  | + 0.897   | 18         |
| 16       | Fernando Alonso      | Renault            | 1:36.996  | + 0.935   | 18         |
| 17       | Timo Glock           | Toyota             | 1:37.053  | + 0.992   | 22         |
| 18       | Mark Webber          | Red Bull-Renault   | 1:37.566  | + 1.505   | 22         |
| 19       | Adrian Sutil         | Force India        | 1:37.648  | + 1.587   | 19         |
| 20       | Giancarlo Fisichella | Force India        | 1:37.964  | + 1.903   | 18         |

## Időmérő edzés
A kínai nagydíj időmérő edzését október 18-án, szombaton, közép-európai idő szerint 08:00 és 09:00 óra között futották. A pole pozíciót Lewis Hamilton szerezte meg, mögüle a két Ferrari indulhat, Kimi Räikkönen, Felipe Massa sorrendben.

### Az edzés végeredménye
| Helyezés | Versenyző            | Csapat/Motor        | 1. rész  | 2. rész  | 3. rész  |
| -------- | -------------------- | ------------------- | -------- | -------- | -------- |
| 1        | Lewis Hamilton       | McLaren-Mercedes    | 1:35.566 | 1:34.947 | 1:36.303 |
| 2        | Kimi Räikkönen       | Ferrari             | 1:35.983 | 1:35.355 | 1:36.645 |
| 3        | Felipe Massa         | Ferrari             | 1:35.971 | 1:35.135 | 1:36.889 |
| 4        | Fernando Alonso      | Renault             | 1:35.769 | 1:35.461 | 1:36.927 |
| 5        | Heikki Kovalainen    | McLaren-Mercedes    | 1:35.623 | 1:35.216 | 1:36.930 |
| 6        | Sebastian Vettel     | Toro Rosso-Ferrari  | 1:35.752 | 1:35.386 | 1:37.685 |
| 7        | Jarno Trulli         | Toyota              | 1:36.104 | 1:35.715 | 1:37.934 |
| 8        | Sébastien Bourdais   | Toro Rosso-Ferrari  | 1:36.239 | 1:35.478 | 1:38.885 |
| 9        | Nick Heidfeld*       | BMW Sauber          | 1:36.224 | 1:35.403 | 1:37.201 |
| 10       | Nelson Piquet Jr.    | Renault             | 1:36.029 | 1:35.722 |          |
| 11       | Robert Kubica        | BMW Sauber          | 1:36.503 | 1:35.814 |          |
| 12       | Timo Glock           | Toyota              | 1:36.210 | 1:35.937 |          |
| 13       | Rubens Barrichello   | Honda               | 1:36.640 | 1:36.079 |          |
| 14       | Nico Rosberg         | Williams-Toyota     | 1:36.434 | 1:36.210 |          |
| 15       | David Coulthard      | Red Bull-Renault    | 1:36.731 |          |          |
| 16       | Mark Webber**        | Red Bull-Renault    | 1:36.238 | 1:35.686 | 1:37.083 |
| 17       | Nakadzsima Kazuki    | Williams-Toyota     | 1:36.863 |          |          |
| 18       | Jenson Button        | Honda               | 1:37.053 |          |          |
| 19       | Adrian Sutil         | Force India-Ferrari | 1:37.730 |          |          |
| 20       | Giancarlo Fisichella | Force India-Ferrari | 1:37.739 |          |          |

* Mark Webber autójában a 3, szabadedzés után motort cseréltek, ezért automatikusan 10 helyes rajtbüntetést kapott.
** Nick Heidfeldet 3 helyes rajtbüntetéssel sújtották David Coulthard feltartásáért az 1. szakaszban.

## Futam

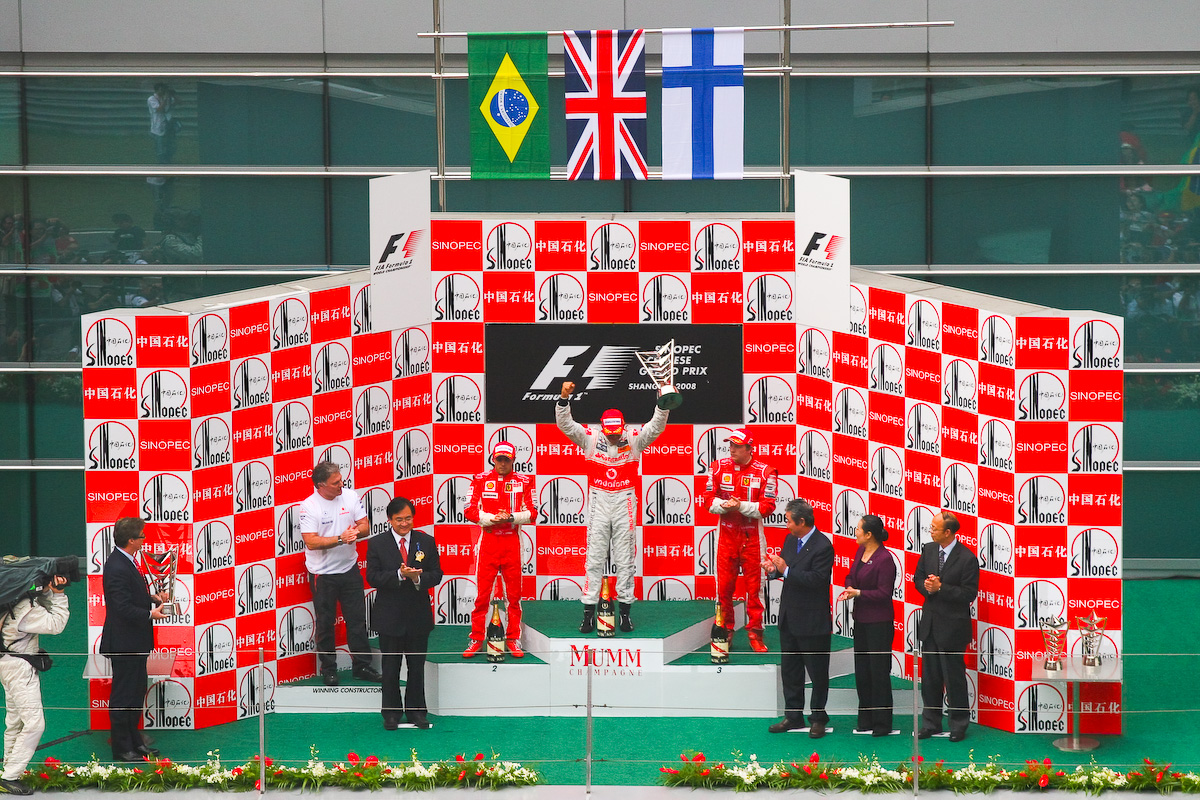
A kínai nagydíj dobogója

A kínai nagydíj futama október 19-én, vasárnap, közép-európai idő szerint 09:00 órakor rajtolt.
A futam meglehetősen eseménytelen volt, az élen nem sokat változott a versenyzők sorrendje. A versenyen Räikkönen maga elé elengedte csapattársát, Felipe Massát, hogy a brazil világbajnoki esélyét megtarthassa. Lewis Hamilton a leggyorsabb kört megfutva győzött és mesterhármast ért el. Alonso negyedik, Heidfeld ötödik (a 9. helyről), Kubica hatodik (a 11. helyről), Timo Glock hetedik (a 12. helyről), Piquet nyolcadik lett. Hamilton 7 pontra növelte előnyét Massával szemben. A Ferrari 11 ponttal vezetett a McLaren előtt.

| Helyezés | Rajthely | #  | Versenyző            | Csapat/Motor        | Futott Kör | Idő/Kiesés oka       | Pont |
| -------- | -------- | -- | -------------------- | ------------------- | ---------- | -------------------- | ---- |
| 1        | 1        | 22 | Lewis Hamilton       | McLaren-Mercedes    | 56         | 1h31.57.403          | 10   |
| 2        | 3        | 2  | Felipe Massa         | Ferrari             | 56         | + 14.925             | 8    |
| 3        | 2        | 1  | Kimi Räikkönen       | Ferrari             | 56         | + 16.445             | 6    |
| 4        | 4        | 5  | Fernando Alonso      | Renault             | 56         | + 18.370             | 5    |
| 5        | 9        | 3  | Nick Heidfeld        | BMW Sauber          | 56         | + 28.923             | 4    |
| 6        | 11       | 4  | Robert Kubica        | BMW Sauber          | 56         | + 33.219             | 3    |
| 7        | 12       | 12 | Timo Glock           | Toyota              | 56         | + 41.722             | 2    |
| 8        | 10       | 6  | Nelson Piquet Jr.    | Renault             | 56         | + 56.645             | 1    |
| 9        | 6        | 15 | Sebastian Vettel     | Toro Rosso-Ferrari  | 56         | + 1:04.339           |      |
| 10       | 15       | 9  | David Coulthard      | Red Bull-Renault    | 56         | + 1:14.842           |      |
| 11       | 13       | 17 | Rubens Barrichello   | Honda               | 56         | + 1:25.061           |      |
| 12       | 17       | 8  | Nakadzsima Kazuki    | Williams-Toyota     | 56         | + 1:30.847           |      |
| 13       | 8        | 14 | Sébastien Bourdais   | Toro Rosso-Ferrari  | 56         | + 1:31.457           |      |
| 14       | 16       | 10 | Mark Webber          | Red Bull-Renault    | 56         | + 1:32.422           |      |
| 15       | 14       | 7  | Nico Rosberg         | Williams-Toyota     | 55         | + 1 kör              |      |
| 16       | 18       | 16 | Jenson Button        | Honda               | 55         | + 1 kör              |      |
| 17       | 20       | 21 | Giancarlo Fisichella | Force India-Ferrari | 55         | + 1 kör              |      |
| Kiesett  | 5        | 23 | Heikki Kovalainen    | McLaren-Mercedes    | 49         | Pneumatikus probléma |      |
| Kiesett  | 19       | 20 | Adrian Sutil         | Force India-Ferrari | 13         | Váltóhiba            |      |
| Kiesett  | 7        | 11 | Jarno Trulli         | Toyota              | 2          | Ütközés              |      |

## A világbajnokság állása a verseny után
| H   | Versenyzők        | Pont | H   | Konstruktőrök       | Pont |
| --- | ----------------- | ---- | --- | ------------------- | ---- |
| 1.  | Lewis Hamilton    | 94   | 1.  | Ferrari             | 156  |
| 2.  | Felipe Massa      | 87   | 2.  | McLaren-Mercedes    | 145  |
| 3.  | Robert Kubica     | 75   | 3.  | BMW Sauber          | 135  |
| 4.  | Kimi Räikkönen    | 69   | 4.  | Renault             | 72   |
| 5.  | Nick Heidfeld     | 60   | 5.  | Toyota              | 52   |
| 6.  | Fernando Alonso   | 53   | 6.  | Toro Rosso-Ferrari  | 34   |
| 7.  | Heikki Kovalainen | 51   | 7.  | Red Bull-Renault    | 29   |
| 8.  | Sebastian Vettel  | 30   | 8.  | Williams-Toyota     | 26   |
| 9.  | Jarno Trulli      | 30   | 9.  | Honda               | 14   |
| 10. | Timo Glock        | 24   | 10. | Force India-Ferrari | 0    |
| 11. | Mark Webber       | 21   | 11. | Super Aguri-Honda*  | 0    |

* A Super Aguri csapat a Török Nagydíjat megelőzően visszalépett anyagi nehézségek miatt.

(A teljes táblázat)

## Statisztikák
A versenyben vezettek:
- Lewis Hamilton 53 kör (1–15. és 19–56.)
- Heikki Kovalainen 3 kör (16–18.).
- A 2007-es japán nagydíj után Hamilton második Formula–1-es mesterhármasát érte el: övé lett a pole pozíció (13.), a győzelem (9.) és a leggyorsabb kör is (3.).
- McLaren 162. győzelme.
- Nick Heidfeld 150. versenyén indult.